# Austrian Open 2000
L'Austrian Open 2000  è stato un torneo di tennis giocato sulla terra rossa. È stata la 55ª edizione dell'Austrian Open, che fa parte della categoria International Series Gold nell'ambito dell'ATP Tour 2000. Si è giocato al Kitzbühel Sportpark Tennis Stadium di Kitzbühel in Austria, dal 24 al 30 luglio 2000.

## Campioni

### Singolare maschile
Àlex Corretja ha battuto in finale  Emilio Benfele Álvarez che si è ritirato sul punteggio di 6–3, 6–1, 3-0.

### Doppio
Pablo Albano /  Cyril Suk hanno battuto in finale  Joshua Eagle /  Andrew Florent con il punteggio di 6–3, 3–6, 6–3